# هوتفيل-لومني (آن)
هوتفيل-لومني (بالفرنسية: Hauteville-Lompnès)‏ هي بلدية فرنسية تقع في إقليم الآن في فرنسا. رمز إنسي لها هو:1185. أما الرمز البريدي لها فهو: 1110.

## أعلام
- روجي بانجون